# Johannes Negelin
Johannes Negelin (* unbekannt; † vermutlich 1533) war ein Pedell der Universität Heidelberg. Zudem war er Probst der Schwabenburse in Heidelberg.

## Leben und Wirken
Johannes Negelin stammte aus Rufach. Über sein Geburts- und Todesdatum ist wenig bekannt; vermutlich starb er 1533. An der Universität Heidelberg immatrikulierte er sich am 26. August 1493. Am 3. Juli 1495 schloss er an der Artistenfakultät mit dem baccalarius artium in der via moderna ab. Als Probst der Schwabenburse wurde er 1501 zum Pedell der Artisten berufen. Dieses Amt hatte er mindestens bis September 1528 inne.
In seiner Funktion als Pedell der Universität war er an der Heidelberger Disputation am 26. April 1518 beteiligt, auf der Martin Luther unter anderem seine theologia crucis darlegte. Während die Heidelberger Disputation als solche im Rahmen eines Generalkapitels des Ordens der Augustinereremiten stattfand, stimmte die Universität dem Antrag der Mönche zu, die Disputation in ihrer Artistenschule abzuhalten. Die Heidelberger Disputation erhielt nicht nur aufgrund ihres Veranstaltungsortes, einem Hörsaal der Fakultät, sondern vor allem durch die Anwesenheit des Pedellen Johannes Negelin mit dem Zepter der Universität gemäß der damaligen Rechtssymbolik eine direkte Beziehung zur Universität.